# Szász Endre Hugó
Szász Endre Hugó, születési nevén Schwarz Hugó (Pest, 1871. január 25. – Budapest, Józsefváros, 1952. augusztus 12.) fogorvos, szájsebész, egészségügyi főtanácsos, Schwarz Artúr (1855–1917) és Szászy-Schwarz Gusztáv (1856–1920) jogász féltestvére.

## Életpályája
Schwarz Ármin (1826–1911) és Trebitsch Róza (1904) fiaként született zsidó családban. Apja az Első Leánykiházasító Egyesület elnöke volt. Középiskolai tanulmányait szülővárosában végezte, majd a Strasbourgi Egyetem és a Budapesti Tudományegyetem Orvostudományi Karán végezte orvosi tanulmányait. Oklevének megszerzését követően Felix Hoppe-Seyler strasbourgi intézetében gyakornokoskodott. Hazatérését követően az I. sz. Belgyógyászati Kóroda gyakornoka lett. 1898 októberétől a II. sz. Szülő- és Nőgyógyászati Kóroda gyakornokává nevezték ki. 1899-ben utazási ösztöndíjat nyert, melynek köszönhetően több hónapot a párizsi Collège de France Kórszövettani Intézetében töltött. Az 1904 októberében Budapesten megtartott tisztiorvosi vizsgálatokon tisztiorvosi képesítést szerzett. 1905 májusában az Amerikai Egyesült Államokba utazott, s két évig a Chicagói Egyetemen folytatta tanulmányait. Pályája elején nőgyógyászati kérdésekkel foglalkozott, majd érdeklődése a fogászat és szájsebészet felé fordult.
Az első világháború idején, 1915 októberében ezredorvossá léptették elő. A háború alatt Budapesten és több front mögötti hadikórházban szolgált. 1928 júliusában egészségügyi főtanácsossá nevezték ki. Több mint két évtizedig József és József Ferenc főhercegek, illetve családjuk udvari orvosa volt.
Nyugalomba vonulásakor szakkönyveit a Budapesti Fogászati Klinika könyvtárának ajándékozta.
A Fiumei úti sírkertben nyugszik.

## Művei
- Vizsgálatok a függőér ruganyos anyagának chemiai viselkedésről. (Magyar Orvosi Archivum, 1894)
- Fibroma molle lymphangiectaticum vulvae. (Magyar Orvosi Archivum, 1898)
- A parametrális gennyedésekről, különös tekintettel azok topográphiájára és tovaterjedési módjára. Winternitz Arnolddal. (Magyar Orvosi Archivum, 1898)
- Kísérletes vizsgálatok ovariummal. Szili Sándorral. (Orvosi Hetilap, 1898, 28.)
- A méh vérerei ruganyos szövetének elváltozásairól. (Magyar Orvosi Archivum, 1900)
- Tuberculosis és carcinoma ugyanazon méhben. (Magyar Orvosi Archivum, 1901)
- A placentának a foetus halála által előidézett histologiai elváltozásairól. (Orvosi Hetilap, 1902, 50.)
- Adatok a méh fürtszerű sarcomájának ismeretéhez. (Magyar Orvosi Archivum, 1903)

## Díjai, elismerései
- Vöröskereszt hadiékitményes II. osztályú  díszjelvénye (1917)